# Eukoenenia lienhardi
Eukoenenia lienhardi är en spindeldjursart som beskrevs av Bruno Condé 1989. Eukoenenia lienhardi ingår i släktet Eukoenenia och familjen Eukoeneniidae.

## Underarter
Arten delas in i följande underarter:
- E. l. bolkiah
- E. l. lienhardi